# The Alphabet Murders
 The Alphabet Murders és una pel·lícula policíaca i una comèdia britànica, dirigida per Frank Tashlin, estrenada el 1965, segons la novel·la The A.B.C. Murders, d'Agatha Christie.

## Argument
Albert Aachen és trobat mort, l'arma homicida és un dard verinós. Quan una dona anomenada Betty Barnard es converteix en la pròxima víctima, el detectiu Hercule Poirot sospita que Sir Carmichael Clarke podria ser en el perill greu. Mentre ell i el capità Hastings estudien els delictes, Amanda Beatrice Cross, una bonica dona amb un interessant monograma, es converteix en el focus de la seva investigació, com a mínim fins que es llenci al Tàmesi.
Adaptació en clau d'humor de la novel·la d'Agatha Christie "The ABC Murders", en la qual el detectiu belga Hércules Poirot viatja fins a Anglaterra seguint el rastre d'un assassí que està matant les seves víctimes per ordre alfabètic.

## Comentaris
Aquesta pel·lícula, tractada com una comèdia, és una adaptació no fidel de la novel·la d'Agatha Christie, en la qual no existia cap connotació còmica. El símbol més evident d'aquest relatiu allunyament de la trama de la novel·la és la transformació del personatge masculí Alexandre-Bonaparte Cust (en la novel·la) en el del personatge femení Amanda Beatrice Cross (en la pel·lícula).

## Repartiment
- Tony Randall: Hercule Poirot
- Anita Ekberg: Amanda Beatrice Cross
- Robert Morley: Arthur Hastings
- Maurice Denham: l'Inspector Japp
- Guy Rolfe: Duncan Doncaster
- Patrick Newell: Cracknell